# Donja Dolina
Donja Dolina (en serbe cyrillique : Доња Долина) est un village de Bosnie-Herzégovine. Il est situé dans la municipalité de Gradiška et dans la république serbe de Bosnie. Selon les premiers résultats du recensement bosnien de 2013, il compte 126 habitants.

## Histoire

### Proto-histoire
- Site archéologique de Donja Dolina (bs) : présence ou colonie depuis le néolithique, cuivre, bronze, fer, ambre, jusqu'aux débuts de l'ère chrétienne.

## Démographie

### Évolution historique de la population dans la localité
| 1948 | 1953 | 1961 | 1971 | 1981 | 1991 | 2013 |
| ---- | ---- | ---- | ---- | ---- | ---- | ---- |
| -    | -    | 829  | 793  | 554  | 468  | 126  |

|  |

### Communauté locale
En 1991, Donja Dolina faisait partie de la communauté locale de Dolina qui comptait 868 habitants, répartis de la manière suivante :